# Chiesa di San Lorenzo (Vergelle)
La chiesa di San Lorenzo è il principale luogo di culto cattolico di Vergelle, frazione di Montalcino.

## Storia
La chiesa di San Lorenzo nacque come centro religioso del castello e del borgo di Vergelle nel periodo medioevale. In origine filiale della vicina pieve di Pava, nel XII secolo passò dalla diocesi di Arezzo, all'interno della quale si trovava, alla diocesi di Pienza.
Alla fine del XVI secolo, contemporaneamente alla chiesa di San Lorenzo a Monterongriffoli, divenne sede di un fonte battesimale. Nel corso del secolo successivo, la chiesa venne radicalmente restaurata. Nel corso dei secoli XVIII e XIX, venne abbellita con varie opere e con gli altari laterali.
La chiesa è stata restaurata nel 1986 per volere del parroco don Benito Terzuoli e nuovamente nel 2001. Attualmente (2012) è officiata soltanto il 10 agosto, festa di san Lorenzo.

## Descrizione

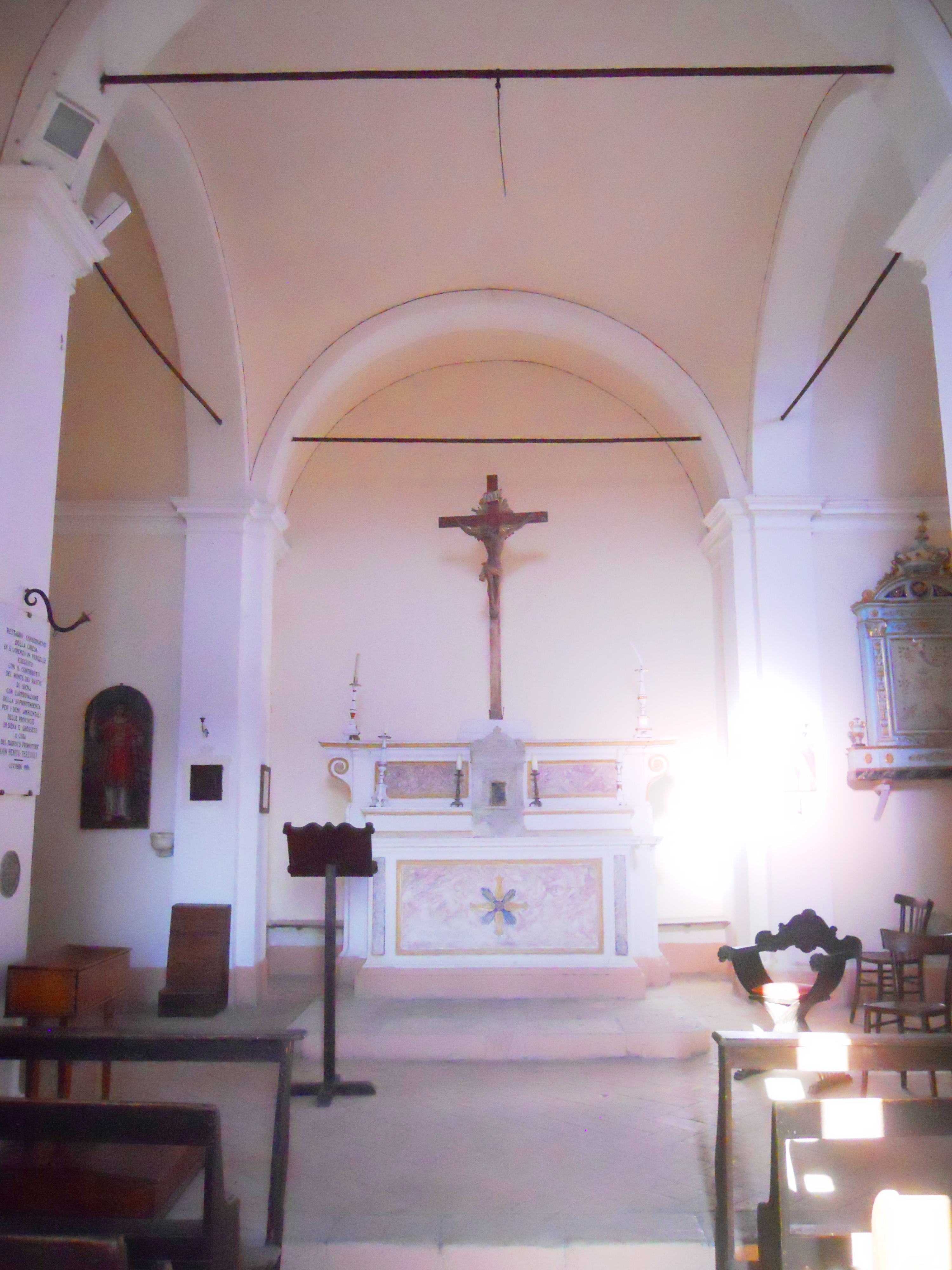
L'interno

La chiesa di San Lorenzo sorge nel punto più alto dell'abitato.
La semplice facciata, a capanna, è ricoperta d'intonaco ed è sormontata da un frontone triangolare sorretto da due paraste tuscaniche in mattonconi. Al centro della facciata, tra due finestre rettangolari chiuse con grata, vi è il portale, con cornice e frontone anch'esso in mattoncini; in alto, vi è una terza finestra, di forma quadrata.
L'interno della chiesa è a croce latina, con breve navata unica coperta con soffitto con travi a vista. A metà della navata, incassato nella parete di sinistra, vi è il fonte battesimale barocco. Esso, chiuso da due ante in legno, presenta, nella parte inferiore, un dipinto raffigurante il Battesimo di Cristo.
Sia i due bracci del transetto, sia l'abside, sono coperti con volta a botte; la crociera, invece, con volta a vela. Sotto l'arco absidale vi è l'altare maggiore, in scagliola dipinta a finto marmo, costruito nel XVII secolo. Sopra la mensa, vi è un antico tabernacolo marmoreo del Quattrocento, con decorazioni scolpite e porticina dipinta del Seicento. Dietro questo, vi è l'alto crocifisso legneo dipinto del XVIII secolo.
I due altari del transetto, anch'essi in scagliola dipinta a finto marmo, sono dedicati a san Isidoro Agricola (altare di sinistra), con tela raffigurante il santo, dipinta nel 1805 da Giovan Battista Lardoni, e alla Madonna del Rosario (altare di destra), la cui pala, la Madonna del Rosario con san Lorenzo e le anime del Purgatorio, anch'essa del XIX secolo, ne sostituisce una più antica, nel 1580, oggi (2012) nel Museo diocesano di Pienza.
Sulla parete di destra del braccio di sinistra del transetto, vi è il dipinto San Lorenzo diacono, del XVIII secolo, restaurato nel 1998.
Appoggiato alla parete sinistra del braccio di sinistra del transetto vi è un armonium del XX secolo, costruito da Giovanni Bacca.